# Жалдама (село)
Жалдама́ (каз. Жалдама) — село у складі Амангельдинського району Костанайської області Казахстану. Входить до складу Амантогайського сільського округу.
Населення — 367 осіб (2021; 436 у 2009, 1094 у 1999, 1735 у 1989).